# Kermes (Nüsttal)
Der Weiler Kermes gehört zur hessischen Gemeinde Nüsttal im Landkreises Fulda. Der Ort liegt etwa einen Kilometer westlich von Gotthards an der Nüst.
Am 1. August 1972 wurde die bis dahin eigenständige Gemeinde Gotthards mit Kermes im Zuge der Gebietsreform in Hessen in die Gemeinde Nüsttal eingegliedert.

## Geschichte
Der Ort wird erstmals im Jahr 1334 als „Kesemars“ urkundlich erwähnt. Die Herren von Buchenau hatten 1342 in Kermes Güter verpfändet. Ende des 15. Jahrhunderts war der Ort wüst geworden.
Nach der Wiederbesiedlung gehörte Kermes zum Oberamt Bieberstein des Klosters Fulda.

## Sehenswürdigkeiten
- Bildstock aus dem Jahr 1859